# Recordándote (álbum)
Recordándote es el segundo álbum del cantante argentino Luciano Pereyra, tiene el mismo género folclórico, al igual que Amaneciendo, incluyendo la canción Sólo le pido a Dios de León Gieco y temas compuestos por él mismo. El disco permaneció durante tres semanas consecutivas en el primer puesto del ranking nacional, alcanzando la certificación de doble platino (más de 120.000 copias).

## Canciones
| Recordándote |                                      |                                            |          |  |
| N.º          | Título                               | Escritor(es)                               | Duración |  |
| 1.           | «Puerto libre»                       | Yuyo Montes                                | 2:14     |  |
| 2.           | «Cómo puedes vivir sin mí»           | Paz Martínez                               | 4:12     |  |
| 3.           | «Amor, donde hubo fuego»             | Paz Martínez                               | 4:25     |  |
| 4.           | «Mar de amor»                        | Luciano Pereyra                            | 2:37     |  |
| 5.           | «Resolana»                           | Eduardo Falú · Jaime Dávalos               | 2:59     |  |
| 6.           | «Yo no sé qué me han hecho tus ojos» | Francisco Canaro                           | 3:43     |  |
| 7.           | «Eclipse de luna»                    | José Rajal                                 | 2:22     |  |
| 8.           | «Me acostumbré»                      | Pedro J. Herrero                           | 3:53     |  |
| 9.           | «La zamba del negro alegre»          | Oscar Valles · Darío Valles · Días Ribeiro | 3:06     |  |
| 10.          | «Fue mía una noche»                  | Daniel Altamirano · José Ángel Bueza       | 4:14     |  |
| 11.          | «Besos brujos»                       | Javier Calamaro · Juan Absatz              | 3:16     |  |
| 12.          | «Tu espalda»                         | Jorge Giuliano · Nacho Whisky              | 4:01     |  |
| 13.          | «Sólo le pido a Dios»                | León Gieco                                 | 4:29     |  |

## Sencillos de difusión
- Cómo puedes vivir sin mí (2000)
- Amor, donde hubo fuego (2000)
- Puerto libre (radio sencillo)
- Sólo le pido a Dios (agosto de 2000)

## Certificaciones
| País    | Organismo certificador | Certificación | Ventas certificadas | Ref.  |
| ------- | ---------------------- | ------------- | ------------------- | ----- |
| Uruguay | CUD                    | Platino       | 6 000               | [ 2 ] |